# جبل قدموس
جبل قدموس أو بلده القدموس تقع في السلسلة الغربية من جبال بلاد الشام في القسم الجنوبي الغربي منها تماما على ارتفاع 1000 متر عن سطح البحر تبعد عن بلده مصياف حوالي 25 كم و عن بلدة بانياس الساحلية حوالي 25كم، وتعرف أيضا بصعوبة مسالكها و طرقاتها الجبلية الوعرة و التي اتخذت هي و مجموعة من الحصون المجاورة لها مقراً للطائفه الاسماعيلية حوالي عام 1085م، أو ربما قبل هذا التاريخ بنيف و حتى يومنا هذا